# 韦尔努瓦莱韦夫尔
韦尔努瓦莱韦夫尔（法語：Vernois-lès-Vesvres，法語發音：[vɛʁnwa lɛ vɛvʁ]，意为“韦夫尔附近的韦尔努瓦”）是法国科多尔省的一个市镇，位于该省东北部，属于第戎区。

## 地理
韦尔努瓦莱韦夫尔（47°38'34"N, 5°8'43"E）面积11.51 平方千米，位于法国勃艮第-弗朗什-孔泰大區科多尔省，该省份为法国中东部省份，北起奥布省，西接涅夫勒省和约讷省，南至索恩-卢瓦尔省，东南接汝拉省，东临上索恩省，东北部与上马恩省接壤。
与韦尔努瓦莱韦夫尔接壤的市镇（或旧市镇、城区）包括：韦夫尔苏沙朗塞、丰斯格里沃、屈塞莱福日、瑟隆热、勒瓦勒代农、沙朗塞。

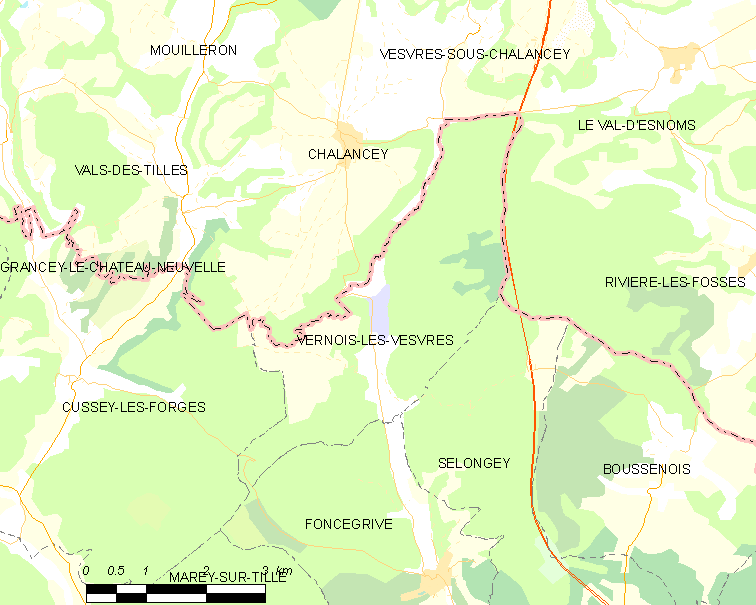
韦尔努瓦莱韦夫尔的OSM定位图

韦尔努瓦莱韦夫尔的时区为UTC+01:00、UTC+02:00（夏令时）。

## 行政
韦尔努瓦莱韦夫尔的邮政编码为21260，INSEE市镇编码为21665。

## 政治
韦尔努瓦莱韦夫尔所属的省级选区为蒂耶河畔伊斯县。

## 人口

1962-2008年间韦尔努瓦莱韦夫尔人口变化图示

韦尔努瓦莱韦夫尔于2022年1月1日时的人口数量为156人。